# Exetastes rempeli
Exetastes rempeli là một loài tò vò trong họ Ichneumonidae.